# Città decorate di medaglia d'oro come "benemerite del Risorgimento nazionale"
Dal 1898 al 1942, il Regno d'Italia decretò dei riconoscimenti collettivi per le azioni altamente patriottiche compiute dalle città italiane nel periodo del Risorgimento nazionale, inteso dalla Casa Savoia come il periodo delle guerre e delle battaglie avvenute dal 1848 al 1918, assegnando loro una Medaglia d'Oro come Benemerite del Risorgimento nazionale.
Le medaglie riportavano sul recto l'effigie del Re che le concesse e nel verso una corona composta di un ramo di quercia e uno d'alloro, entrambi fruttati ed intrecciati con al centro lo spazio per un accenno del fatto pel quale la medaglia viene concessa.
Successivamente al 1942 le decorazioni alle città furono ricondotte alla legislazione relativa al riconoscimento per le Medaglie al Valor Militare, al Valor Civile e al Merito Civile.
Le medaglie d'oro assegnate alle città furono solo ventisette e concesse, nove per volta, in tre distinti periodi.

## Istituzione della medaglia
Dopo i primi nove conferimenti, con Regio decreto n. 395 del 4 settembre 1898 fu istituito un distintivo d'onore, consistente in una medaglia d'oro, per ricompensare le azioni altamente patriottiche compiute dalle città italiane nel periodo del risorgimento nazionale.

### Conferimento
La Commissione per le ricompense al valor militare, istituita con Regio decreto del 15 dicembre 1887, fu incaricata di esaminare il merito dell'azione e dare il parere per la concessione della medaglia.
Tale parere veniva riferito dal Ministro dell'Interno al re che decideva sulla concessione.

### Insegne
La medaglia, d'oro, ha un diametro di 55 millimetri e reca:
sul rectol'effigie del re con intorno il motto «Umberto I Re d'Italia»; con Regio decreto n. 201 del 19 aprile 1906 Vittorio Emanuele III sostituì il proprio nome ed effigie a quelle dell'augusto genitore:
sul versouna corona composta di due rami intrecciati, uno di quercia e l'altro d'alloro, fruttati, con in mezzo inciso un accenno del fatto per il quale la medaglia era concessa.
La medaglia deve essere appesa al Gonfalone municipale con un nastro formato da una fascia turchina verticale al centro, fiancheggiata dal tricolore della bandiera nazionale.

## Elenco delle città decorate

### Coniazioni
Le prime nove medaglie furono conferite nel 1898 con provvedimenti che, di volta in volta, ne autorizzavano la coniazione.
Milanola prima città decorata; con Regio decreto n. 98 del 18 marzo 1898 fu disposta la coniazione di una medaglia d'oro per ricordare le azioni eroiche compiute dalla cittadinanza milanese nelle cinque giornate del 1848, a perenne ricordo degli eroici fatti e come attestato di gratitudine nazionale nella ricorrenza del cinquantesimo anniversario delle gloriose gesta.
Comocon Regio decreto n. 102 del 20 marzo 1898  fu disposta la coniazione di una medaglia d'oro per ricordare le azioni eroiche compiute dalla cittadinanza comasca nelle cinque giornate del 1848, a perenne ricordo degli eroici fatti e come attestato di gratitudine nazionale nella ricorrenza del cinquantesimo anniversario delle gloriose gesta.
Bresciacon Regio decreto n. 103 del 20 marzo 1898 fu disposta la coniazione di una medaglia d'oro per ricordare le azioni eroiche compiute dalla cittadinanza bresciana nelle dieci giornate del 1849, a perenne ricordo degli eroici fatti e come attestato di gratitudine nazionale.
Romacon Regio decreto n. 133 del 21 aprile 1898 fu disposta la coniazione di una medaglia d'oro per ricordare le azioni eroiche compiute dalla cittadinanza e dalle truppe romane nella campagna del 1848 e nella difesa di Roma nel 1849, perché ne fosse fregiato il Gonfalone municipale a perenne ricordo degli eroici fatti e come attestato di gratitudine nazionale nella ricorrenza del Natale di Roma nel cinquantesimo anniversario della prima guerra d'indipendenza.
Torinocon Regio decreto n. 173 del 1º maggio 1898 fu disposta la coniazione di una medaglia d'oro per commemorare le benemerenze civili e politiche della cittadinanza torinese nei mirabili fatti che iniziarono e compirono l'opera gloriosa della libertà e dell'unità della Nazione, perché ne fosse fregiato il Gonfalone municipale a perenne memoria e come attestato di gratitudine nazionale nella ricorrenza del cinquantesimo anniversario dello Statuto.
Palermocon Regio decreto n. 185 del 22 maggio 1898 fu disposta la coniazione di una medaglia d'oro per commemorare le azioni eroiche della cittadinanza palermitana nei gloriosi fatti del 1848, che iniziarono il risorgimento nazionale e la conquista dell'Unità, perché ne fosse fregiato il Gonfalone municipale a perenne memoria e come attestato di gratitudine nazionale, nella ricorrenza del cinquantesimo anniversario dello Statuto.
Messinacon Regio decreto n. 186 del 22 maggio 1898 fu disposta la coniazione di una medaglia d'oro per commemorare le azioni eroiche della cittadinanza messinese nei gloriosi fatti del 1848, che iniziarono il risorgimento nazionale e la conquista dell'Unità, perché ne fosse fregiato il Gonfalone municipale a perenne memoria e come attestato di gratitudine nazionale, nella ricorrenza del cinquantesimo anniversario dello Statuto.
Cataniacon Regio decreto n. 187 del 22 maggio 1898 fu disposta la coniazione di una medaglia d'oro per commemorare le azioni eroiche della cittadinanza catanese nei gloriosi fatti del 1848, che iniziarono il risorgimento nazionale e la conquista dell'Unità, perché ne fosse fregiato il Gonfalone municipale a perenne memoria e come attestato di gratitudine nazionale, nella ricorrenza del cinquantesimo anniversario dello Statuto.
Perugiacon Regio decreto n. 208 del 9 giugno 1898 fu disposta la coniazione di una medaglia d'oro destinata a ricordare l'eroiche gesta compiute della cittadinanza di Perugia nel 1859, perché ne fosse fregiato il Gonfalone municipale a perenne memoria e come attestato di gratitudine nazionale nella ricorrenza del cinquantesimo anniversario dello Statuto.

### Concessioni
Dopo che con il Regio decreto n. 395 del 1898 la medaglia d'oro fu istituita come distintivo d'onore, Umberto I emanò nove provvedimenti di concessione della stessa e non più di autorizzazione alla coniazione.
Bolognacon Regio decreto n. 396 dell'11 settembre 1898, la medaglia d'oro fu concessa alla città di Bologna, in ricompensa del valore dimostrato dalla cittadinanza nell'episodio militare dell'8 agosto 1848.
Mestrecon Regio decreto n. 463 13 novembre del 1898, la medaglia d'oro fu concessa all'allora città di Mestre ora parte del Comune di Venezia, in ricompensa del valore dimostrato dalla cittadinanza alla presa del forte di Marghera la notte del 22 marzo 1848 e nella sortita di Marghera del 27 ottobre successivo.
Potenzacon Regio decreto n. 501 dell'11 dicembre 1898, la medaglia d'oro fu concessa alla città di Potenza, in ricompensa del valore dimostrato dalla cittadinanza nel glorioso episodio del 18 agosto 1860.
Casale Monferratocon Regio decreto n. 70 del 9 marzo 1899 la medaglia d'oro fu concessa alla città di Casal Monferrato in ricompensa del valore dimostrato dalla cittadinanza nell'assedio del 23, 24, 25 marzo 1849.
L'episodio si riferisce alla difesa della città contro le truppe austriache del maresciallo von Wimpffen, che incalzavano i piemontesi dopo la sconfitta di Novara. Lo stesso 23 marzo 1849, gli Austriaci furono accolti a Casale da cannonate, sparate dalla guarnigione cittadina (un solo reggimento e alcuni profughi). Nonostante i ripetuti attacchi, Casale non cedette: fu infatti la notizia dell'armistizio a porre fine alle ostilità.
Trapanicon Regio decreto n. 71 del 1899 la medaglia d'oro fu concessa alla città di Trapani in ricompensa della parte presa da quella cittadinanza agli episodii gloriosi del 1848.
Trapani, che aveva già partecipato ai moti di Sicilia del 1820, fu una tra le prime città dell'isola a sollevarsi nuovamente, nel gennaio 1848.
Chioggiacon Regio decreto n. 104 del 30 marzo 1899 la medaglia d'oro fu concessa alla città di Chioggia ora parte della città metropolitana di Venezia in ricompensa del valore dimostrato dalla cittadinanza nell'episodio militare del 22 e 23 marzo 1848 ed in genere nella difesa dell'estuario Veneto nel 1848.
Chioggia insorgeva il 18 marzo 1848; il 23 gli Austriaci abbandonarono la città, nella quale venne proclamata, il 24, la Repubblica. Di qui in avanti, Chioggia seguì le sorti di Venezia.
Anconacon Regio decreto n. 178 del 18 maggio 1899 la medaglia d'oro fu concessa alla città di Ancona in ricompensa del valore dimostrato dalla cittadinanza negli episodi militari del 1849.
Sermidecon Regio decreto n. 194 del 23 maggio 1899 la medaglia d'oro fu concessa alla città di Sermide in ricompensa del valore dimostrato dalla cittadinanza negli episodi militari del 1848.
Bergamocon Regio decreto n. 229 del 15 giugno 1899 la medaglia d'oro fu concessa alla città di Bergamo in ricompensa del valore dimostrato dalla cittadinanza negli episodi militari del 1848.

### Vittorio Emanuele III
Vittorio Emanuele III, durante il suo regno, conferì altre nove medaglie e con Regio decreto n. 201 del 19 aprile 1906 sostituì il proprio nome ed effigie a quelle del padre.
Livornocon Regio decreto dell'11 marzo 1906 la medaglia d'oro fu concessa alla città di Livorno per l'eroica difesa nelle giornate del 10 ed 11 maggio 1849.
La coraggiosa difesa di Livorno dall'assalto austriaco del maggio 1849 costituisce l'ultimo episodio di una vicenda rivoluzionaria pressoché ininterrotta che ha caratterizzato l'intero biennio 1848-1849 e che ha fatto di Livorno il centro più importante del movimento democratico e repubblicano. Dopo la sconfitta piemontese di Novara, il 23 marzo 1849, gli Austriaci si spingevano verso sud ed entrarono il 1º maggio a Pisa, dove si prepararono all'assalto della città labronica. Dopo quarantotto ore di combattimenti furiosi, Livorno veniva espugnata.
Agordocon Regio decreto n. 465 del 4 agosto 1906 la medaglia d'oro fu concessa alla città di Agordo in ricompensa delle azioni patriottiche compiute dalla cittadinanza nel periodo del risorgimento nazionale.
Agordo insorse nel 1848, cacciando il personale civile asburgico e organizzando una guardia civica di volontari. Respinto un primo attacco austriaco nel mese di maggio, la città venne rioccupata soltanto dopo la battaglia di Novara.
Forno di Zoldocon Regio decreto n. 413 del 27 giugno 1907 la medaglia d'oro fu concessa al comune di Forno di Zoldo in ricompensa delle azioni patriottiche dei suoi abitanti nel periodo del risorgimento nazionale.
Nodo strategico del Cadore, Forno di Zoldo si sollevò nel 1848, costituendo un comitato insurrezionale che si pose in difesa della vallata. Più volte gli abitanti respinsero le offensive degli austriaci, che non riuscirono mai a occupare il Comune. I zoldani deposero le armi soltanto quando tutto il resto del Cadore era stato occupato, ma molti volontari accorsero immediatamente alla difesa di Venezia.
Vercellicon Regio decreto n. 718 del 21 ottobre 1909 la medaglia d'oro fu concessa alla città di Vercelli, quale capoluogo del circondario omonimo, per ricompensa dell'opera patriottica prestata dalle popolazioni di quel territorio nell'esecuzione del progetto di inondazione artificiale eseguita durante la campagna del 1859.
Durante la seconda guerra di indipendenza, Vercelli fu occupata dalle truppe austriache, che entrarono in città il 2 maggio suonando provocatoriamente La Bella Gigogin. Fin dal 25 marzo, frattanto, l'agro vercellese era stato allagato per impedire una eventuale avanzata asburgica a Torino. L'operazione, certamente non facile, durò cinque giorni, durante i quali defluirono in un'area di 450 km² almeno 39 milioni di metri cubi di acqua. Gli Austriaci dovettero poi ritirarsi da Vercelli, che subì danni economici altissimi.
Paviacon Regio decreto n. 827 del 22 novembre 1910 la medaglia d'oro fu concessa alla città di Pavia in ricompensa delle benemerenze patriottiche acquistate durante il periodo del risorgimento nazionale.
Oltre al coinvolgimento nelle fasi più importanti della I e II guerra d'indipendenza, Pavia ha svolto, grazie alla sua prestigiosa università, un ruolo fondamentale per la formazione politica dei patrioti e il radicamento di una coscienza civile italiana.
Pergolacon Regio decreto n. 285 del 19 marzo 1911 la medaglia d'oro fu concessa alla città di Pergola in ricompensa delle benemerenze patriottiche acquistate durante il periodo del risorgimento nazionale.
Fu il primo centro delle Marche ad insorgere, l'8 settembre 1860, e a indire un plebiscito di annessione.
Goriziacon Regio decreto n. 1342 del 1926 la medaglia d'oro fu concessa alla città di Gorizia in ricompensa delle benemerenze acquistate nella lotta sostenuta in difesa della nazionalità italiana e per il lungo martirio di guerra eroicamente sopportato.
Impegnata già dal 1815 nel movimento di liberazione nazionale, Gorizia costituì uno dei centri più attivi dell'irredentismo italiano fra il 1866 e il 1918. Il 9 agosto 1916, cinque giorni dopo la VI battaglia dell'Isonzo, costata 20.000 morti, le truppe italiane occuparono la città.
Mantovacon Regio decreto n. 1343 del 1926 la medaglia d'oro fu concessa alla città di Mantova in ricompensa del sacrificio da essa compiuto per la causa della redenzione nazionale.
Mantova fu uno dei centri più importanti del movimento carbonaro e molti furono i mantovani coinvolti nei moti del 1821 e volontari nella prima guerra d'indipendenza. Proprio nelle file della Legione Bersaglieri Mantovani, comandata dal generale Longoni, combatté Goffredo Mameli nell'aprile del 1848. La notizia della sconfitta di Custoza colse la colonna mantovana alle porte della città che, con Verona, Peschiera e Legnago costituiva il temibilissimo Quadrilatero fortificato austriaco.
Piacenzacon Regio decreto n. 322 del 27 gennaio 1941 la medaglia d'oro fu concessa alla città di Piacenza in riconoscimento delle benemerenze patriottiche, perché prima tra le città italiane, il 10 maggio 1848, con plebiscito pressoché unanime, votava la sua annessione al Piemonte, meritando dal Re Carlo Alberto l'appellativo di Primogenita. Piacenza fu l'ultima città ad essere decorata con questa medaglia che non venne più concessa in seguito.